# Il primo re di Shannara
Il primo re di Shannara (il titolo originale inglese è First King of Shannara) è un romanzo della saga di Shannara scritto nel 1996 da Terry Brooks.

## Storia

### Parte Prima: La caduta di Paranor
(Bremen)
Sono passati 350 anni dalla Prima Guerra delle Razze; i Druidi si sono isolati nella quiete della Fortezza di Paranor e si dedicano alle loro ricerche, ignorando completamente che, in realtà, l'antico male che ha costretto l'Uomo all'esilio nelle terre meridionali è riuscito a sopravvivere. Il Druido Bremen - messo in allarme da alcune dicerie che circolano sulla Montagna del Teschio - intraprende un pericoloso viaggio verso le terre del nord e scopre che Brona, il Druido ribelle, è tornato ed ha sottomesso con le sue arti magiche i Troll.
Bremen scopre che il Signore degli Inganni (il nuovo titolo di Brona) ha intenzione di eliminare il Consiglio dei Druidi e di distruggere Paranor per evitare seccanti interferenze nei suoi piani di conquista.
Il vecchio Bremen si reca a Paranor insieme al suo amico Kinson Ravenlock e tenta di avvertire i Druidi sul pericolo incombente. Il Grande Druido Athabasca, geloso della propria leadership, ignora gli avvertimenti del Druido e gli impone di lasciare immediatamente Paranor.
Come previsto, Brona sferra il suo attacco e i druidi vengono spazzati via dalle Quattro Terre: gli unici druidi che hanno ascoltato Bremen, scampando al disastro, sono Mareth, Tay Trefenwyd e Risca - rispettivamente una donna, un giovane elfo e un nano. Unitisi a Kinson e a Bremen, si dirigono verso il Perno dell'Ade. Qui, il vecchio Druido entra in contatto con lo spirito di Galaphile, che gli mostra quattro visioni:
- Una spada in cui è fuso l'Eilt Druin: il medaglione appartenuto a tutti i capi dell'ordine druidico;
- L'ubicazione dell'antica Pietra Nera degli Elfi;
- Un duello tra il Signore degli Inganni e un giovane elfo che impugna una spada particolare;
- Infine, Bremen vedee stesso dinanzi al Perno dell'Ade, accompagnato e sorretto da un ragazzino;

### Parte Seconda: La ricerca della Pietra Nera degli Elfi
(Bremen)
Tay Trefenwyd viene incaricato da Bremen di trovare la Pietra Nera degli Elfi e di proteggerela a qualunque costo dai servi di Brona. Ad Arborlon, la capitale elfica, Tay incontra il suo vecchio amico d'infanzia Jerle Shannara, ora diventato un ufficiale dell'esercito. La gioia della rimpatriata viene interrotta dal massacro di tutti i membri della casata reale elfica dei Ballindarroch da parte di una brigata di Gnomi; lo sterminio ha l'obiettivo di rallentare l'allestimento della missione militare in soccorso dei Nani. Jerle e Tay capiscono che il tempo stringe e si mettono subito in marcia verso le Montagne di Kensrowe dove trovano - con l'aiuto di un locat - il castello che protegge la reliquia: una fortezza risalente al tempo di Faerie chiamata Fauce Magna. La pietra - collocata al centro di un fitto labirinto magico - viene recuperata con grandi difficoltà da Tay che con l'aiuto della magia si riveste di malvagità per attraversare incolume il giardino oscuro ed impadronirsi della Pietra. Fortemente indebolito dall'incantesimo, deve ricorrere all'aiuto di Jerle e della cacciatrice Preia Starle (di cui è segretamente innamorato) per abbandonare la fortezza che sta collassando su se stessa. All'esterno della fortezza, la pattuglia degli elfi trova una brigata di gnomi guidata da un Messaggero del Teschio che li avrebbe facilmente sopraffatti se Tay non avesse eroicamente sacrificato la propria vita usando il potere della Pietra Nera per distruggere l'orda nemica.
Bremen, Mareth e Kinson recuperano l'Eilt Druin a Paranor, distruggono le sentinelle lasciate da Brona e celano alla vista degli uomini con un incantesimo la fortezza - che custodisce al suo interno le Storie dei Druidi. Risca, lasciato il Perno dell'Ade, si dirige ad est per avvertire i nani dell'imminente invasione delle truppe di Brona. Il coraggioso nano tenta addirittura di assassinare il Signore degli Inganni, ma fallisce.

### Parte Terza: La Fusione della Spada
(Bremen)
Bremen conduce Kinson e Mareth alla ricerca di un suo antico collega - il Druido Cogline - nella pericolosa TerraBuia. Cogline è un uomo vecchio e bislacco che vive presso la Pietra del Focolare insieme a due giganteschi gatti; la vita solitaria ha forgiato in lui un carattere sospettoso e scontroso. Bremen lo mette al corrente degli eventi che lo hanno condotto da lui e della caduta di Paranor, chiedendogli poi aiuto per la creazione dell'arma la cui resistenza - unita alla magia - avrebbe permesso la distruzione di Brona. Cogline all'inizio è molto scettico ma alla fine rivela a Bremen l'antica formula del vecchio mondo per creare l'acciaio. Cogline spiega a Bremen che non esiste però nessuna fornace al mondo in grado di aiutarlo. 
Intanto Risca prende il comando dell'operazioni militari dell'esercito dei nani e ingaggia una dura battaglia con le forze di Brona al passo di Giada, riuscendo a rallentarne l'avanzata con una tattica basata su attacchi improvvisi e repentine ritirate resa possibile dalla meticolosa conoscenza del territorio. Risca con astute manovre riesce a dividere l'esercito del Signore degli Inganni in due tronconi e a farli scontrare l'uno contro l'altro. La battaglia finale si svolge alla rocca di Stedden; al termine della battaglia il Signore degli Inganni crede di aver ottenuto la vittoria definitiva contro il popolo dei Nani.  
Bremen, Mareth e Kinson raggiungono Dechtera, una città-stato industriale degli uomini famosa per i suoi fabbri. Kinson conosce Urprox Screl, un armaiolo che vende armi di stupenda fattura da lui prodotte in passato. Bremen riesce a convincerlo a riaccendere la sua fucina un'ultima volta per forgiare la spada che avrebbe distrutto il Signore degli inganni; la magia di Bremen permette alla fucina di raggiungere la temperatura necessaria a forgiare la spada. Visto con sospetto dai suoi vicini in seguito alla fusione dell'arma, Screl si trasferisce nelle terre di frontiera, cambiando il cognome in Creel: il suo discendente Panamon Creel avrà una piccola parte nella Terza Guerra delle Razze, assistendo alla morte definitiva di Brona; un altro discendente, Padishar Creel, sarà un irriducibile avversario della Federazione e aiuterà i discendenti degli Ohmsford contro gli Ombrati nel ciclo Gli eredi di Shannara.
Tornato ad Arborlon, Jerle scopre che il re Courtann Ballindaroch - sopravvissuto al massacro della famiglia benché gravemente ferito - è nel frattempo morto e lo stesso destino è toccato a suo figlio. La dinastia dei Ballindaroch è ridotta a due bambini, troppo giovani per salire al trono in queste difficili condizioni. Per far fronte all'imminente pericolo, il Gran Consiglio degli Elfi e Preia convincono Jerle Shannara - cugino del defunto Re - a prendere la corona. Jerle accetta con riluttanza, sposa Preia e adotta i due figli del defunto re. 
Bremen, Kinson e Mareth fanno ritorno al Perno dell'Ade per interrogare gli spiriti sull'uso e i poteri della Spada. Galaphile e gli altri druidi infondono il potere della Verità nella spada e spiegano a Bremen la sua natura. La compagnia si dirige ad Ovest verso il regno degli Elfi, incontrando lungo il cammino i massacri compiuti dall'esercito del Signore degli Inganni. Durante il viaggio, Bremen svela a Mareth l'origine della sua magia - la ragazza è figlia di un Messaggero del Teschio - e come controllarla. Poi incarica i due, che si stanno innamorando gradualmente, di scoprire cosa è successo ai nani. Proseguendo da solo e incontrando per pochi minuti il Re del Fiume Argento - una mitica creatura di Faerie sopravvissuta all'ascesa della razza umana e alla sua caduta per le Grandi Guerre - Bremen giunge in un villaggio distrutto, dove incontra un bambino di nome Allanon, di cui riconosce gli occhi del ragazzo nell'ultima visione. Il piccolo, dopo l'iniziale diffidenza, comincia a seguirlo.

### Parte Quarta: La battaglia della Valle di Rhenn
(Bremen)
L'esercito del Signore degli Inganni - abbandonate le Terre dell'Anar - si dirige verso il Regno degli Elfi. Jerle Shannara decide di contrastare l'avanzata dell'invasore sulle alture all'imbocco della Valle di Rhenn - passaggio obbligato per giungere ad Arborlon. Bremen riconosce in Jerle Shannara il giovane elfo della visione al Perno dell'Ade e gli consegna la spada e il segreto per usarla. Ma Jerle è un militare e dubita che la Verità - instillata nella spada dalla magia - possa essere l'unico mezzo capace di annientare Brona. 
Kinson e Mareth esplorano l'Anar alla ricerca di Risca e dei Nani per supplicarli di correre in aiuto degli Elfi, trovandoli infine nelle Montagne del Corvo.
Dopo giorni di battaglia cruenta nella Valle di Rhenn, si consuma lo scontro finale: gli Elfi contrattaccano di notte mettendo in rotta l'accampamento nemico, attaccato alla retroguardia dalla truppa dei nani capitanata da Risca. Il Signore degli Inganni e i suoi più alti ufficiali tentano la fuga, inseguiti dalla Guardia reale elfica, capitanata da Jerle e Preia Starle, da Bremen, Allanon, Mareth, Kinson e dai nani di Risca. Mareth e Allanon soccorrono più volte un sempre più indebolito Bremen nella lotta contro i Messaggeri del Teschio mentre Kinson, Risca, i nani e la Guardia Elfica tengono a bada troll e gnomi. Jerle si scontra con il Signore degli Inganni; Jerle permette al potere della spada di mostrargli le sue debolezze, entrando così in sintonia con lei. Tuttavia l'ultimo inganno di Brona, un'illusione che mostra a Jerle l'amata Preia morente, riesce a far breccia nell'animo di Jerle che fallisce così nel suo compito di distruggere Brona. Il Signore degli Inganni, gravemente indebolito ma vivo, abbandona lo scontro e tutti i Messaggeri del Teschio si dissolvono. Kinson e Preia Starle sono seriamente feriti ma vivi, Bremen ha esaurito tutte le sue energie e Risca è morto da eroe. 
La Guerra si conclude. Jerle continua a regnare sugli Elfi conservando la Spada di Shannara. Il suo successore farà poi sigillare la spada a Paranor. Circa una mese dopo la fine della guerra, Bremen si reca di nascosto da Jerle per portare via la Pietra Nera. Kinson e Mareth si sposano e Mareth abbandona la magia, divenendo una guaritrice; in seguito apriranno un posto di scambio attorno al quale sorgerà la città di Kern; 500 anni dopo, la loro discendente Shirl Ravenlock avrà una parte secondaria nella Terza Guerra delle Razze.
Tre anni dopo la vittoria sul Signore degli Inganni, Bremen si reca un'ultima volta al Perno dell'Ade per ricongiungersi agli spiriti dei druidi del passato, non prima di aver rivelato ad Allanon che la minaccia del Signore degli Inganni tornerà. Allanon resta così l'unico custode del sapere dei Druidi. Si compie così l'ultima visione mostrata da Galaphile, come pure l'avvertimento dello spettro; ogni avvenimento avrebbe richiesto un prezzo: il massacro dei druidi per il medaglione, la morte di Tay per la Pietra Nera, la morte di Risca per scacciare Brona, e il passaggio di Bremen da uomo a spettro per il futuro delle Quattro Terre.

## Personaggi principali
- Bremen
- Jerle Shannara
- Brona
- Kinson Ravenlock
- Mareth
- Tay Trefenwyd
- Risca
- Allanon

## Edizioni
- Terry Brooks, Il primo re di Shannara, traduzione di Riccardo Valla, 13 ed., Mondadori, 2006,  pp. 489, cap. 34, ISBN 88-04-43489-9.